# Thaumalea coloradensis
Thaumalea coloradensis är en tvåvingeart som beskrevs av Arnaud och Boussy 1994. Thaumalea coloradensis ingår i släktet Thaumalea och familjen mätarmyggor.
Artens utbredningsområde är Colorado. Inga underarter finns listade i Catalogue of Life.